# Jamestown (Fernsehserie)
Jamestown ist eine britische Historien-Fernsehserie von Bill Gallagher, die 1619 in der englischen Siedlung Jamestown spielt. Sie erschien in drei Staffeln von 2017 bis 2019; in Deutschland erhielt sie keine Synchronisation.

## Handlung und Figuren
1607 wurde in Virginia als erste britische Kolonie Jamestown gegründet, in deren Nähe der Pamunkey-Stamm lebt. 1619 erhält sie mit George Yeardley von der Virginia Company of London einen neuen Gouverneur. Zugleich werden mit ihm aus England Frauen auf einem Schiff nach Jamestown geschickt, um mit dortigen Männern verheiratet zu werden. Von diesen folgt die Serie drei Frauen in der zentralen Handlung.
- Alice Kett stammt aus einer Bauernfamilie aus Norfolk und hatte auf dem Hof mitgearbeitet. Für sie als neue Frau gezahlt hat Henry Sharrow, ein brutaler unfreundlicher Farmarbeiter, mit dem seine jüngeren Brüder Silas und Pepper leben. Die Familie steht in der Schuld des Plantagenbesitzers Edgar Massinger, von dem Henry sich das Geld geliehen hat, um für Alice zu zahlen. Bereits am ersten Tag vergewaltigt Henry sie. Nachdem Henry verunglückt und als tot gilt, macht ihr zuerst der Schmied James Read den Hof, aber schließlich heiraten Alice und Silas, die seit ihrer Ankunft Gefühle füreinander hatten. Alice wird schwanger und gebiert das erste Baby von Jamestown. Nachdem aber bekannt geworden ist, dass Silas mit den Pamunkey Informationen ausgetauscht und somit Jamestown verraten hat, tritt er zu den Pamunkey über und Alice kehrt nach England zurück.
- Verity Bridges stammt aus einer armen Familie aus Irland mit einem gewalttätigen Vater. Sie war im Gefängnis, weil sie Essen gestohlen hatte. Ihr neuer Mann ist Meredith Rutter, der selbst ständig betrunkene Kneipenwirt. Aufgrund seiner Trunkenheit und ihrer Tendenz, zu stehlen, steht das Paar in der Gemeinde in Verruf und auch miteinander auf schlechtem Fuß. Verity will ein Kind und versucht, aus Meredith einen besseren Mann zu machen. Als ein Schiff mit englischen Waisenkindern ankommt, die auf den Farmen arbeiten sollen, nimmt sie sich des Jungen Tamlin an, der aber vor Merediths Verhalten davonläuft. Nachdem sie wieder zusammenfinden, werden die drei eine Familie.
- Jocelyn Woodbryg stammt aus einer wohlhabenden Familie in Oxfordshire. Nachdem ein älterer Mann sie um ihre Jungfräulichkeit betrogen hatte, hat sie ihn umgebracht. Ihr neuer Mann ist der angesehene und gütige Samuel Castells, ein Schreiber für die Kompanie. Er hat eine Magd namens Mercy und ist eng befreundet mit dem Arzt Christopher Priestley. Um an eine Position der Macht zu gelangen, manipuliert Jocelyn die Autoritätsfiguren der Kolonie - Plantagenbesitzer Massinger, Gouverneur Yeardley, Sekretär Farlow und Marshall Redwick -, und macht sich diese so zu Feinden, was dazu führt, dass Samuel umgebracht wird. Als Witwe und Landbesitzerin weigert Jocelyn sich, erneut zu heiraten oder überhaupt sich wieder zu verlieben, gibt sich aber einer Affäre mit James Read hin, während auch Priestley Gefühle für sie hat. Erst nachdem Read ihr Leben rettet und Jamestown verlassen will, ist sie bereit, ihre Gefühle zu gestehen und mit ihm zu gehen.

Die zweite Staffel behandelt auch die Einführung von afrikanischen Sklaven nach Jamestown. Die Serie endet mit dem Jamestown-Massaker 1922 durch die Pamunkey.

## Episodenliste

### Staffel 1
| Ep. | Drehbuch       | Regie          | Veröffentlichung Sky One |
| --- | -------------- | -------------- | ------------------------ |
| 1   | Bill Gallagher | John Alexander | 5. Mai 2017              |
| 2   | Bill Gallagher | John Alexander | 12. Mai 2017             |
| 3   | Bill Gallagher | San Donovan    | 19. Mai 2017             |
| 4   | Bill Gallagher | San Donovan    | 26. Mai 2017             |
| 5   | Bill Gallagher | Paul Wilmhurst | 2. Juni 2017             |
| 6   | Bill Gallagher | Paul Wilmhurst | 9. Juni 2017             |
| 7   | Bill Gallagher | David Moore    | 16. Juni 2017            |
| 8   | Bill Gallagher | David Moore    | 23. Juni 2017            |

### Staffel 2
| Ep. | Drehbuch       | Regie          | Veröffentlichung Sky One |
| --- | -------------- | -------------- | ------------------------ |
| 1   | Bill Gallagher | Paul Wilmhurst | 9. Februar 2018          |
| 2   | Bill Gallagher | Paul Wilmhurst | 9. Februar 2018          |
| 3   | Bill Gallagher | David Evans    | 16. Februar 2018         |
| 4   | Bill Gallagher | David Evans    | 23. Februar 2018         |
| 5   | Bill Gallagher | Andy Hay       | 2. März 2018             |
| 6   | Bill Gallagher | Andy Hay       | 9. März 2018             |
| 7   | Bill Gallagher | Bill Gallagher | 16. März 2018            |
| 8   | Bill Gallagher | Bill Gallagher | 23. März 2018            |

### Staffel 3
| Ep. | Drehbuch       | Regie          | Veröffentlichung Sky One |
| --- | -------------- | -------------- | ------------------------ |
| 1   | Bill Gallagher | Andy Hay       | 26. April 2019           |
| 2   | Bill Gallagher | Andy Hay       | 3. Mai 2019              |
| 3   | Bill Gallagher | Jon East       | 10. Mai 2019             |
| 4   | Bill Gallagher | Jon East       | 17. Mai 2019             |
| 5   | Bill Gallagher | Sarah Gorman   | 24. Mai 2019             |
| 6   | Bill Gallagher | Sarah Gorman   | 31. Mai 2019             |
| 7   | Bill Gallagher | Bill Gallagher | 7. Juni 2019             |
| 8   | Bill Gallagher | Bill Gallagher | 14. Juni 2019            |

## Besetzung

### Hauptrollen
| Rolle                    | Beschreibung                 | Darsteller        | Folgen HR        | Folgen NR    |
| ------------------------ | ---------------------------- | ----------------- | ---------------- | ------------ |
| Jocelyn Woodbryg/Castell | Samuel Castells Frau         | Naomi Battrick    | 1.1–3.8          |              |
| Alice Kett/Sharrow       | Silas Sharrows Frau          | Sophie Rundle     | 1.1–3.1          |              |
| Verity Bridges/Rutter    | Meredith Rutters Frau        | Niamh Walsh       | 1.1–3.8          |              |
| Henry Sharrow            | Farmarbeiter                 | Max Beesley       | 1.1–3.8          |              |
| Samuel Castell           | Schreiber                    | Gwilym Lee        | 1.1–1.8          |              |
| George Yeardley          | Gouverneur                   | Jason Flemyng     | 1.1–3.8          |              |
| Temperance Yeardley      | Yeardleys Frau               | Claire Cox        | 1.1–3.8          |              |
| Meredith Rutter          | Kneipenwirt                  | Dean Lennox Kelly | 1.1–3.8          |              |
| Silas Sharrow            | Sharrows Bruder              | Stuart Martin     | 1.1–3.8          |              |
| Thomas Redwick           | Marschall                    | Steven Waddington | 1.1–3.8          |              |
| James Read               | Schmied                      | Matt Stokoe       | 1.1–3.8          |              |
| Nicholas Farlow          | Sekretär                     | Burn Gorman       | 1.1–3.1          |              |
| Pepper Sharrow           | Sharrows Bruder              | Luke Roskell      | 1.1–3.8          |              |
| Christopher Riedley      | Arzt                         | Ben Starr         | 1.1–3.8          |              |
| Mercy                    | Castells Magd                | Patsy Ferran      | 1.1–3.8          |              |
| Chacrow                  | Pamunkey-Krieger, Übersetzer | Kalani Queypo     | 2.1–3.8          | 1.3, 1.6–1.7 |
| Pedro                    | afrikanischer Sklave         | Abubakar Salim    | 2.1–3.1, 3.3–3.8 |              |
| Maria                    | afrikanische Sklavin         | Abiola Ogunbiyi   | 2.1–3.1, 3.3–3.8 |              |
| Willmus Crabtree         | Faktor                       | Ben Batt          | 3.1–3.8          |              |

### Nebenrollen
| Rolle               | Beschreibung                    | Darsteller          | Folgen                               |
| ------------------- | ------------------------------- | ------------------- | ------------------------------------ |
| Michaelmas Whitaker | Reverend                        | Shaun Dooley        | 1.1–1.8                              |
| Edgar Massinger     | Plantagenbesitzer               | Tony Pitts          | 1.1, 1.3–1.5, 1.7–2.6                |
| Davie McDurran      | Deserteur                       | Paul Rattray        | 1.2–1.6                              |
| Matachanna          | Ureinwohnerin, McDurrans Frau   | Roseanne Supernault | 1.2–1.4, 1.6                         |
| Opechancanough      | Pamunkey-Häuptling              | Raoul Max Trujillo  | 1.3, 1.6, 2.2–2.6, 2.8, 3.3–3.6, 3.8 |
| Nathan Bailey       | Soldat                          | Callum McGowan      | 1.4–1.5                              |
| Winganuske          | Chacrows Schwester, Henrys Frau | Rachel Colwell      | 2.4–3.8                              |
| Tamlin Appleday     | Waisenkind                      | Harry Grasby        | 3.2–3.4, 3.8                         |

## Produktion
Im April 2016 wurde die von Bill Gallagher geschriebene Serie Jamestown von Sky bestellt zur Produktion durch Carnival Films, die davor Downton Abbey produziert hat. Bereits vor Beginn der ersten Staffel wurde sie um eine zweite verlängert und nach dem Finale der zweiten die dritte angekündigt.
Gallagher ging nach Virginia, um historische Aufzeichnungen durchzusehen, sodass jede Episode auf dokumentierter Geschichte basierte. Auch arbeitete er mit Buck Woodard, einem Forscher über Indigene, um die Pamunkey genau zu repräsentieren. Die Serie wurde außerhalb von Budapest, Ungarn gedreht, wo mithilfe von Geschichtsberatern eine genaue Nachbildung der historischen Kolonie und des Pamunkey-Dorfes so errichtet wurden, dass die Sets mehrere Jahre stehen konnten.

## Rezeption
In Rezensionen des Guardians zu Beginn der Ausstrahlung wurde die Serie von Sam Wollaston, der urteilte, sie sei mehr ein Vergnügen als Hochkultur oder Geschichtsstunden, als „aufwändige Seifenoper“ und von Euan Ferguson als „Lehrstunde in Klischees“ mit Standardrollen bezeichnet. Gerard O’Donovan des Telegraph, der drei von fünf Sternen vergab, befand sie für „albern, aber fesselnd“; Peter Crawley der Irish Times aber gab ihr die kritischeren Adjektive: „albern, generisch und lächerlich.“